# 久保田友之祐
久保田友之祐（日语：／ Kubota Yunosuke，1999年8月18日—），日本男子羽毛球運動員。群馬縣出生，畢業於ふたば未来学園高等学校，2018年起加入Tonami運輸株式會社，現已退役。

## 簡歷
2017年10月，久保田友之祐代表日本參加在印尼日惹舉行的世界青年羽毛球錦標賽，與金子真大合作赢得男子雙打比賽冠軍，成位首對贏得世青賽冠軍的日本男雙組合。
2018年4月，久保田友之祐出戰大阪羽毛球國際挑戰賽，與志田千陽合作拿得混合雙打比賽亞軍。

## 主要比賽成績
只列出曾進入準決賽的國際賽事成績：
| 年份   | 賽事                 | 公開賽級別 | 項目     | 拍檔     | 成績   |
| ------ | -------------------- | ---------- | -------- | -------- | ------ |
| 2016年 | 亞洲青年羽毛球錦標賽 | 其他       | 混合團體 | －       | 季軍   |
| 2016年 | 世界青年羽毛球錦標賽 | 其他       | 混合團體 | －       | 季軍   |
| 2017年 | 亞洲青年羽毛球錦標賽 | 其他       | 混合團體 | －       | 季軍   |
| 2017年 | 世界青年羽毛球錦標賽 | 其他       | 混合團體 | －       | 季軍   |
| 2017年 | 世界青年羽毛球錦標賽 | 其他       | 男子雙打 | 金子真大 | 冠軍   |
| 2018年 | 大阪羽毛球國際挑戰賽 | 國際挑戰賽 | 混合雙打 | 志田千陽 | 亞軍   |
| 2018年 | 南澳洲羽毛球國際賽   | 國際挑戰賽 | 男子雙打 | 金子真大 | 準決賽 |
| 2018年 | 雪梨羽毛球國際賽     | 國際系列賽 | 男子雙打 | 金子真大 | 準決賽 |

| 2018-2026年 | 總決賽 | 超級1000賽 | 超級750賽 | 超級500賽 | 超級300賽 | 超級100賽 | 國際挑戰賽 | 國際系列賽 | 未來系列賽 | 其他 |